# AGM-69 SRAM

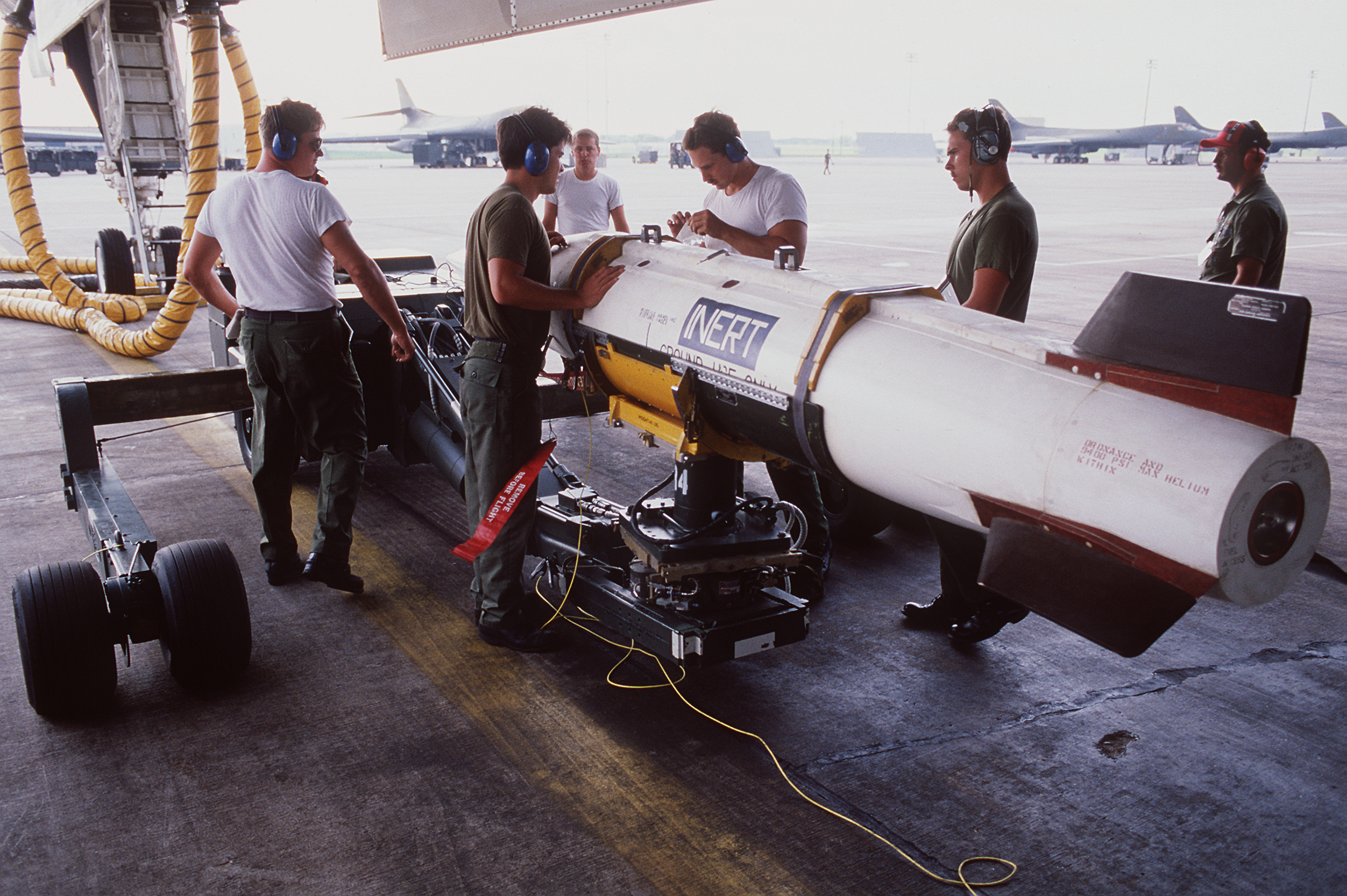
Проверка ракеты AGM-69A в инертном снаряжении после выгрузки из бомбоотсека бомбардировщика B-1B.

Boeing AGM-69 SRAM (сокр. англ. Boeing Air-to-Ground Missile-69 Short-Range Attack Missile) — американская аэробаллистическая управляемая ракета класса «воздух-поверхность» малого радиуса действия. Она была разработана фирмой Боинг для замены устаревшей крылатой ракеты AGM-28 Hound Dog на бомбардировщиках B-52G/H. Самолётами-носителями являлись стратегические и тактический бомбардировщики B-52, B-1B и FB-111A, соответственно.
AGM-69 SRAM была принята на вооружение в 1972 году. Небольшие размеры и масса позволяли самолетам нести по несколько ракет за раз, и в дополнение к другому, более тяжелому вооружению. Ракеты предназначались для подавления позиций ЗУР ПВО СССР. На смену AGM-69 в 1980-х годах разрабатывалась более точная AGM-131 SRAM II, имевшая при меньших габаритах более высокую точность за счет использования спутниковой системы навигации NAVSTAR. Однако технические трудности и снижение международной напряженности заставили снять ее с разработки в 1991 году. Поступление дальнобойной AGM-86, позволявшей поражать цели без захода в зону действия ПВО устранило необходимость в ракетах малой дальности. В 1993 году AGM-69 SRAM снята с вооружения.

## Тактико-технические характеристики
- Длина: 4,8 м
- Диаметр: 0,45 м
- Размах крыльев: 0,76 м
- Стартовая масса: 1010 кг
- Максимальная скорость: М=3-3,5
- Максимальная дальность:
  - Высотный профиль полёта — 160 - 200 км
  - Маловысотный профиль полёта — 55 км
- Точность (КВО): 430—450 м
- Система управления: инерциальная General Precision/Kearfott KT-76, с радиолокационным высотомером Stewart-Warner
- Боевая часть: W69[англ.], термоядерная, изменяемой мощности: 170 кт при на принципе деления, либо 200 кт на принципе слияния с тритиевым детонатором.
- Двигательная установка: двухрежимный[англ.] РДТТ Lockheed SR75-LP-1 (LPC-415) с возможностью повторного запуска